# Poul Dahl Jensen
Poul Dahl Jensen (født 21. juni 1956) er en dansk jurist, uddannet cand.jur. 1978-1983. Før dette var han sprogofficer i russisk mellem 1975 og 1977. Han har været dommer i Højesteret siden 2004. Han har også arbejdet på Høvelte Kasserne 1977-1978, i Justitsministeriet 1983-2000, hvorefter han var statsadvokat for rigsadvokaten frem til 2004. Derudover er han pr. ultimo september 2022 næstformand i Arbejdsretten, medlem af Straffelovrådet og bestyrelsesmedlem i Dansk Kriminalistforening.